# 長野県更級農業高等学校
長野県更級農業高等学校（ながのけん さらしなのうぎょうこうとうがっこう）は、長野県長野市篠ノ井布施高田にある公立高等学校。
略称は「更農（こうのう・さらのう）」、文化祭は「更農祭（こうのうさい）」という。

## 沿革
- 1907年2月27日 - 更級郡立乙種農学校の設立認可。
- 1907年4月1日 - 更級郡立乙種農学校として開校。
- 1920年4月1日 - 長野県に移管、甲種昇格。長野県更級農学校に改称。
- 1922年4月1日 - 長野県更級農業拓殖学校に改称。拓殖科を設置。
- 1944年4月1日 - 女子農業科を設置。
- 1946年4月1日 - 長野県更級農業学校に改称。
- 1948年4月1日 - 学制改革により、長野県更級農業高等学校となる。農業課程、農村家庭課程を設置。
- 1948年5月10日 - 定時制課程を設置。八幡、上山田、下氷鉋、筑北の4分校を設置。
- 1948年7月1日 - 信更分校を設置。
- 1957年3月31日 - 上山田分校を廃止。
- 1959年3月31日 - 信更分校を廃止。
- 1961年3月31日 - 筑北分校を廃止。
- 1963年4月1日 - 生活科を設置。
- 1964年4月1日 - 園芸科を設置。
- 1970年4月1日 - 農業化学科を設置。
- 1973年3月31日 - 八幡分校を廃止。
- 1975年3月31日 - 定時制課程を廃止。
- 1988年4月1日 - 農業科、園芸科を統合し、施設園芸科を設置。
- 1992年4月1日 - 生産流通科を設置。
- 1999年4月1日 - 農業化学科を生物科学科に、生活科を生活科学科にそれぞれ転科。
- 2005年4月1日 - 生活科学科をグリーンライフ科に転科。長野県長野養護学校更級分教室を設置。

## 教育目標
- 学力を充実させ、豊かな知性を培う。
- 自主独立の気風を尊び、想像性を育成する。
- 情操豊かな心をはぐくむ。
- 心身ともに健全な人格を養う。
- 農業に関する科学的理解力と実践的能力を養成する。

## 出身者
- 隆小山 - 幕下力士（本名：小山臣市 - 1998年卒）
- もう中学生 - ピン芸人（本名：丸田典幸）
- 昔昔亭桃太郎 - 落語家(本名：柳澤 尚心)

## 校章
- 校章 - ウェイバックマシン（2007年9月29日アーカイブ分）

## 校歌
- 校歌 - ウェイバックマシン（2007年9月29日アーカイブ分）作詞：五味保義 作曲：平井康三郎）

## 最寄駅
- 東日本旅客鉄道信越本線、篠ノ井線、しなの鉄道しなの鉄道線：篠ノ井駅